# Neil Dudgeon
Pour les articles homonymes, voir Dudgeon.
Neil Dudgeon, est un acteur britannique, né le 2 janvier 1961 à Doncaster dans le Yorkshire du Sud.
Dudgeon connaît un début de carrière relativement discret à la fin des années 1980 avant de s'installer peu à peu dans le paysage audiovisuel britannique. En 2011, il devient le personnage principal de la série Inspecteur Barnaby, interprétant le rôle de John Barnaby.

## Biographie

### Jeunesse et formation
Né en janvier 1961 à Doncaster, Neil Dudgeon y grandit et étudie à la Intake Secondary Modern School. Il se forme au métier d'acteur à l'université de Bristol entre 1979 et 1982.

### Carrière
En 1987, Neil Dudgeon fait ses débuts cinématographiques dans Prick Up Your Ears de Stephen Frears. La même année, il apparaît dans deux épisodes de la série télévisée Screenplay. Au cours des années 1990, Neil Dudgeon devient un acteur récurrent du petit écran britannique, avec des apparitions dans Casualty ou Inspecteur Frost, entre autres.
En 2000, il fait une première apparition dans Inspecteur Barnaby, jouant un rôle secondaire dans l'épisode Le Jardin de la mort. En 2004, il joue le petit rôle d'un chauffeur de taxi dans le film à succès Bridget Jones : L'Âge de raison.  En parallèle, Neil Dudgeon est l'inspecteur Lestrade dans le téléfilm La Revanche de Sherlock Holmes. De 2009 à 2011, Dudgeon joue le rôle de Jim Riley dans la série Une vie pas si tranquille.
Neil Dudgeon retrouve la série Inspecteur Barnaby en 2010, apparaissant dans l'épisode L'épée de Guillaume sous les traits de John Barnaby, cousin de Tom Barnaby (interprété par John Nettles). Après le départ de Nettles, Dudgeon le remplace dans le rôle-titre lors de la quatorzième saison qui paraît en 2011. Malgré un changement d'acteur potentiellement délicat en raison du succès mondial de la série, il parvient à s'imposer et convaincre la critique ainsi que les fans.

### Vie privée
Dudgeon est marié à Mary Peate, productrice de la BBC Radio. Ils ont deux enfants, Joe et Greta Dudgeon. Dans la vie de tous les jours, Dudgeon partage avec John Barnaby, personnage de la série Inspecteur Barnaby, son sens de l'humour et une certaine circonspection.

## Filmographie partielle

### Cinéma
- 1987 : Prick Up Your Ears de Stephen Frears : un policier
- 1990 : Fools of Fortune de Pat O'Connor : Sergent Rudkin
- 1996 : Different for Girls de Richard Spence : Neil Payne
- 2000 : It Was an Accident de Metin Hüseyin : Holdsworth
- 2004 : Bridget Jones : L'Âge de raison (Bridget Jones: The Edge of Reason) de Beeban Kidron : le chauffeur de taxi
- 2007 : Le Fils de Rambow (Son of Rambow) de Garth Jennings : Frère Joshua

### Télévision

#### Séries télévisées
- 1987-1990 : Screenplay : Crownson / Brink (2 épisodes)
- 1991 : Casualty : Mick (épisode : Sins of Omission)
- 1994 : Screen Two : Priest (épisode : Skallagrigg)
- 1994 : Inspecteur Frost (A Touch of Frost) : inspecteur Costello (épisode : Rien à cacher)
- 1995 : Inspecteur Morse (Inspector Morse) : Dave Michaels (épisode : Meurtres dans un sous-bois)
- 2000 : Inspecteur Barnaby (Midsomer Murders) : Daniel Bold (épisode : Le Jardin de la Mort)
- 2008 : Survivors : Sean (épisode : Nouvel Éden)
- 2009-2011 : Une vie pas si tranquille (Life of Riley) : Jim Riley (20 épisodes)
- 2010-2024 : Inspecteur Barnaby (Midsomer Murders) : inspecteur John Barnaby (47 épisodes)

#### Téléfilms
- 2004 : La Revanche de Sherlock Holmes (Sherlock Holmes and the Case of the Silk Stocking) de Simon Cellan Jones : inspecteur Lestrade
- 2011 : United de James Strong : Alan Hardaker